# Selección femenina de fútbol de Sudáfrica
La selección femenina de fútbol de Sudáfrica (en inglés South Africa women's national football team) es el equipo que representa a Sudáfrica en las competencias internacionales. Es controlada por la Asociación de Fútbol de Sudáfrica afiliada a la CAF.
Como miembro de la Confédération Africaine de Football (CAF), puede participar en varios torneos internacionales de fútbol, como la Copa Mundial de la FIFA, la Copa Africana de Naciones, los Juegos Olímpicos de Verano y los Juegos Panafricanos. También es parte de la WAFU, una confederación de federaciones de África Occidental.
Nunca superó la fase de grupos en la Copa Mundial o los Juegos Olímpicos, mientras que su mayor logro fue conquistar la Copa Africana de Naciones 2022.

## Historia
La selección sudafricana jugó su primer partido oficial el 30 de mayo de 1993, venciendo en un amistoso a Suazilandia por 14-0. Luego participó en la edición de 1995 del campeonato africano, llegando a la final en la que cayó contra Nigeria tras un resultado global de 11-1. Después de ser eliminada en la fase de grupos en 1998, Sudáfrica volvió a hacer presencia en la final del campeonato africano en 2000, cuando el evento se celebró en su país. Tras pasar la fase de grupos en primera posición, derrotó a Ghana por la mínima en semifinales, mientras que la final contra Nigeria la perdió 2-0, con el partido suspendido en el minuto 73 por accidentes en la grada luego del segundo gol.
Entre 2006 y 2012, el conjunto africano ocupó dos segundos y dos tercer lugares en los campeonatos africanos; en concreto, perdió las finales en las ediciones de 2008 y 2012 ambas contra Guinea Ecuatorial, mientras que el bronce conseguido en 2006 y 2010 no les permitió acceder a la Copa del Mundo, a la que solo se clasificaron los finalistas en esos años. En 2008, la selección nacional también se vio empañada por el asesinato de Eudy Simelane, excapitana del Banyana Banyana, asesinada durante una violación correctiva tras haber declarado públicamente su homosexualidad. En 2009, Sudáfrica fue la primera selección africana en ser invitada a la Copa de Chipre, terminando el torneo en sexto lugar.
La primera participación en uno de los principales torneos internacionales llegó en 2012 con el torneo femenino de fútbol en los Juegos Olímpicos de Londres; la clasificación histórica se logró gracias a la victoria ante Etiopía en la ronda final del preolímpico de la CAF. Encuadradas en el grupo F junto a Suecia, Japón y Canadá, terminaron últimas en su grupo, quedando así eliminadas, pero logrando rescatar un empate sin goles ante la selección japonesa, vigente campeona del mundo. Cuatro años más tarde llegaba la segunda participación consecutiva en el torneo de fútbol en Río 2016, obtenida tras derrotar a Guinea Ecuatorial en la ronda final del preolímpico de la CAF. Las Banyana Banyana se colocaron en el grupo E con Brasil, China y Suecia; después de caer ante las chinas y las suecas, el partido contra las cariocas terminó en un empate sin goles y, con solo un punto ganado, se despidieron del torneo.

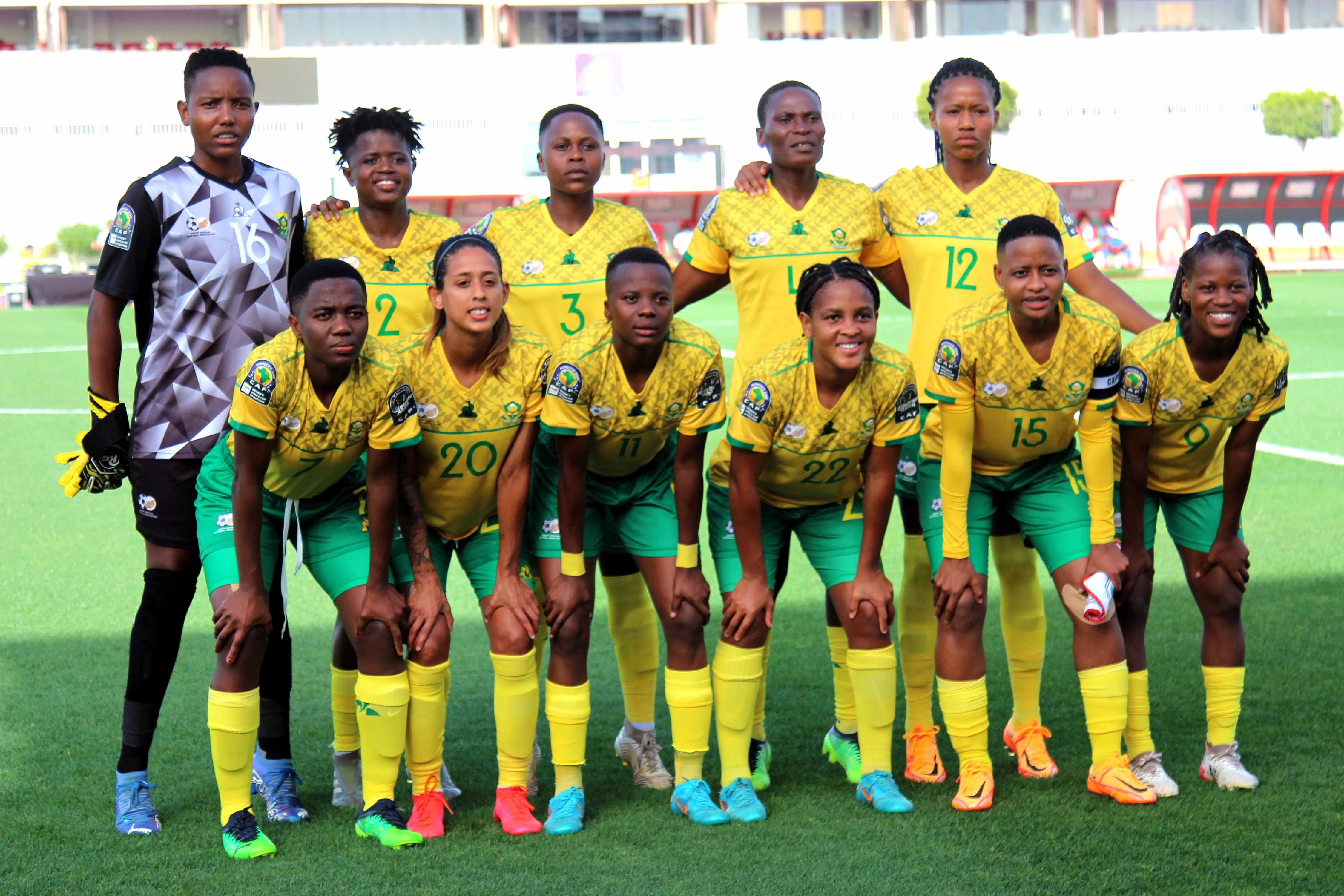
Once inicial de Sudáfrica en la Copa Africana de Naciones 2022.

Después de dos cuartos puestos consecutivos, Sudáfrica volvió al podio de la Copa Africana de Naciones en 2018. Encabezó su grupo por delante de las campeonas defensoras de Nigeria, a quienes vencieron en su primer partido, y llegaron a la final tras vencer a Malí en las semifinales. La final enfrentó a Nigeria contra Sudáfrica nuevamente, y las nigerianas prevalecieron en los penales después de que el tiempo reglamentario terminara en un empate sin goles. Sin embargo, al ser finalista del torneo, el combinado sudafricano accedió por primera vez a la Copa Mundial de 2019. Ubicada en el grupo B junto a Alemania, España y China, las Banyana Banyana no superaron la fase inicial al verse derrotadas en sus tres partidos en los que alcanzó a marcar un gol, el de Thembi Kgatlana en el partido inaugural ante las españolas.
El primer éxito importante de la selección sudafricana llegó en 2022 con la victoria de la Copa Africana de Naciones por primera vez. Concluyó su grupo con pleno de puntos gracias a las victorias sobre Nigeria, Botsuana y Burundi. En la fase final se impusieron por la mínima ante Tunisia y Zambia, este último encuentro gracias a un penal en el minuto 94 del partido, concedido tras una discutida decisión tomada con el VAR. En la final, Sudáfrica venció al anfitrión Marruecos por 2-1 con un doblete de Hildah Magaia para ganar su primera título de importancia. Este éxito también le dio acceso al Mundial de 2023.

## Estadísticas

### Copa Mundial Femenina de Fútbol
| Edición | Resultado               | Posición                | PJ                      | PG                      | PE                      | PP                      | GF                      | GC                      |
| ------- | ----------------------- | ----------------------- | ----------------------- | ----------------------- | ----------------------- | ----------------------- | ----------------------- | ----------------------- |
| 1991    | No existía la selección | No existía la selección | No existía la selección | No existía la selección | No existía la selección | No existía la selección | No existía la selección | No existía la selección |
| 1995    | No clasificó            | No clasificó            | No clasificó            | No clasificó            | No clasificó            | No clasificó            | No clasificó            | No clasificó            |
| 1999    | No clasificó            | No clasificó            | No clasificó            | No clasificó            | No clasificó            | No clasificó            | No clasificó            | No clasificó            |
| 2003    | No clasificó            | No clasificó            | No clasificó            | No clasificó            | No clasificó            | No clasificó            | No clasificó            | No clasificó            |
| 2007    | No clasificó            | No clasificó            | No clasificó            | No clasificó            | No clasificó            | No clasificó            | No clasificó            | No clasificó            |
| 2011    | No clasificó            | No clasificó            | No clasificó            | No clasificó            | No clasificó            | No clasificó            | No clasificó            | No clasificó            |
| 2015    | No clasificó            | No clasificó            | No clasificó            | No clasificó            | No clasificó            | No clasificó            | No clasificó            | No clasificó            |
| 2019    | Fase de grupos          | 22.º                    | 3                       | 0                       | 0                       | 3                       | 1                       | 8                       |
| 2023    | Octavos de final        | 16.º                    | 4                       | 1                       | 1                       | 2                       | 6                       | 8                       |
| 2027    | Por disputarse          | Por disputarse          | Por disputarse          | Por disputarse          | Por disputarse          | Por disputarse          | Por disputarse          | Por disputarse          |
| Total   | 2/9                     | 27.º                    | 7                       | 1                       | 1                       | 5                       | 7                       | 16                      |

### Juegos Olímpicos
| Edición | Resultado      | Posición     | PJ           | PG           | PE           | PP           | GF           | GC           |
| ------- | -------------- | ------------ | ------------ | ------------ | ------------ | ------------ | ------------ | ------------ |
| 1996    | No clasificó   | No clasificó | No clasificó | No clasificó | No clasificó | No clasificó | No clasificó | No clasificó |
| 2000    | No clasificó   | No clasificó | No clasificó | No clasificó | No clasificó | No clasificó | No clasificó | No clasificó |
| 2004    | No clasificó   | No clasificó | No clasificó | No clasificó | No clasificó | No clasificó | No clasificó | No clasificó |
| 2008    | No clasificó   | No clasificó | No clasificó | No clasificó | No clasificó | No clasificó | No clasificó | No clasificó |
| 2012    | Fase de grupos | 10.º         | 3            | 0            | 1            | 2            | 1            | 7            |
| 2016    | Fase de grupos | 10.º         | 3            | 0            | 1            | 2            | 0            | 3            |
| 2020    | No clasificó   | No clasificó | No clasificó | No clasificó | No clasificó | No clasificó | No clasificó | No clasificó |
| 2024    | No clasificó   | No clasificó | No clasificó | No clasificó | No clasificó | No clasificó | No clasificó | No clasificó |
| Total   | 2/8            | –            | 6            | 0            | 2            | 4            | 1            | 10           |

### Copa Femenina Africana de Naciones
| Edición | Resultado                                  | Posición                                   | PJ                                         | PG                                         | PE                                         | PP                                         | GF                                         | GC                                         |
| ------- | ------------------------------------------ | ------------------------------------------ | ------------------------------------------ | ------------------------------------------ | ------------------------------------------ | ------------------------------------------ | ------------------------------------------ | ------------------------------------------ |
| 1991    | No existía la selección                    | No existía la selección                    | No existía la selección                    | No existía la selección                    | No existía la selección                    | No existía la selección                    | No existía la selección                    | No existía la selección                    |
| 1995    | Finalista                                  | 2.º                                        | 6                                          | 3                                          | 1                                          | 2                                          | 19                                         | 20                                         |
| 1998    | Fase de grupos                             | 7.º                                        | 2                                          | 0                                          | 0                                          | 2                                          | 2                                          | 7                                          |
| 2000    | Subcampeón                                 | 2.º                                        | 5                                          | 4                                          | 0                                          | 1                                          | 9                                          | 3                                          |
| 2002    | Cuarto lugar                               | 4.º                                        | 5                                          | 2                                          | 1                                          | 2                                          | 6                                          | 11                                         |
| 2004    | Fase de grupos                             | 7.º                                        | 3                                          | 0                                          | 0                                          | 3                                          | 2                                          | 7                                          |
| 2006    | Tercer lugar                               | 3.º                                        | 5                                          | 2                                          | 1                                          | 2                                          | 8                                          | 5                                          |
| 2008    | Subcampeón                                 | 2.º                                        | 5                                          | 3                                          | 0                                          | 2                                          | 7                                          | 4                                          |
| 2010    | Tercer lugar                               | 3.º                                        | 5                                          | 3                                          | 1                                          | 1                                          | 10                                         | 6                                          |
| 2012    | Subcampeón                                 | 2.º                                        | 5                                          | 3                                          | 0                                          | 2                                          | 6                                          | 6                                          |
| 2014    | Cuarto lugar                               | 4.º                                        | 5                                          | 1                                          | 1                                          | 3                                          | 7                                          | 6                                          |
| 2016    | Cuarto lugar                               | 4.º                                        | 5                                          | 1                                          | 1                                          | 3                                          | 5                                          | 3                                          |
| 2018    | Subcampeón                                 | 2.º                                        | 5                                          | 3                                          | 2                                          | 0                                          | 11                                         | 2                                          |
| 2020    | Cancelado debido a la pandemia de COVID-19 | Cancelado debido a la pandemia de COVID-19 | Cancelado debido a la pandemia de COVID-19 | Cancelado debido a la pandemia de COVID-19 | Cancelado debido a la pandemia de COVID-19 | Cancelado debido a la pandemia de COVID-19 | Cancelado debido a la pandemia de COVID-19 | Cancelado debido a la pandemia de COVID-19 |
| 2022    | Campeón                                    | 1.º                                        | 6                                          | 6                                          | 0                                          | 0                                          | 10                                         | 3                                          |
| 2024    | Cuarto lugar                               | 4.º                                        |                                            |                                            |                                            |                                            |                                            |                                            |
| Total   | 12/13                                      | 2.º                                        | 62                                         | 31                                         | 8                                          | 23                                         | 102                                        | 83                                         |

## Últimos y próximos encuentros
Actualizado al último partido jugado el 4 de junio de 2024
| Fecha      | Ciudad       | Local        | Resultado | Visitante    | Competición                      |
| ---------- | ------------ | ------------ | --------- | ------------ | -------------------------------- |
| 30-11-2023 | Yamoussoukro | Burkina Faso | 1:1       | Sudáfrica    | Clas. Campeonato Femenino 2024   |
| 04-12-2023 | Pretoria     | Sudáfrica    | 2:0       | Burkina Faso | Clas. Campeonato Femenino 2024   |
| 23-02-2024 | Mbagala      | Tanzania     | 0:3       | Sudáfrica    | Torneo Preolímpico Femenino 2024 |
| 27-02-2024 | Mbombela     | Sudáfrica    | 1:0       | Tanzania     | Torneo Preolímpico Femenino 2024 |
| 05-04-2024 | Abeokuta     | Nigeria      | 1:0       | Sudáfrica    | Torneo Preolímpico Femenino 2024 |
| 09-04-2024 | Pretoria     | Sudáfrica    | 0:0       | Nigeria      | Torneo Preolímpico Femenino 2024 |
| 01-06-2024 | Thiès        | Senegal      | 1:1       | Sudáfrica    | Partido amistoso                 |
| 04-06-2024 | Thiès        | Senegal      | 0:2       | Sudáfrica    | Partido amistoso                 |

## Jugadoras

### Última convocatoria
Jugadoras convocadas para la Copa Mundial de 2023. Adicionalmente, se incorporó a Nthabiseng Majiya, Amogelang Motau y Regirl Ngobeni como jugadoras de reserva.
Entrenadora:  Desiree Ellis
| No. | Pos. | Jugadora            | Fecha de nacimiento (edad)         | Apa. | Goles | Club                |
| --- | ---- | ------------------- | ---------------------------------- | ---- | ----- | ------------------- |
| 1   | POR  | Kaylin Swart        | 30 de septiembre de 1994 (28 años) |      |       | JVW FC              |
| 2   | DEF  | Lebohang Ramalepe   | 3 de diciembre de 1991 (31 años)   |      |       | Mamelodi Sundowns   |
| 3   | DEF  | Bongeka Gamede      | 22 de mayo de 1999 (24 años)       |      |       | UWC                 |
| 4   | DEF  | Noko Matlou         | 30 de septiembre de 1985 (37 años) |      |       | Eibar               |
| 5   | DEF  | Fikile Magama       | 19 de enero de 2002 (21 años)      |      |       | UWC                 |
| 6   | DEL  | Noxolo Cesane       | 11 de octubre de 2000 (22 años)    |      |       | Agente libre        |
| 7   | DEF  | Karabo Dhlamini     | 18 de septiembre de 2001 (21 años) |      |       | Mamelodi Sundowns   |
| 8   | DEL  | Hildah Magaia       | 16 de diciembre de 1994 (28 años)  |      |       | Sejong Sportstoto   |
| 9   | DEL  | Gabriela Salgado    | 20 de febrero de 1998 (25 años)    |      |       | JVW FC              |
| 10  | MED  | Linda Motlhalo      | 1 de julio de 1998 (25 años)       |      |       | Glasgow City        |
| 11  | DEL  | Thembi Kgatlana     | 2 de mayo de 1996 (27 años)        |      |       | Tigres UANL         |
| 12  | DEL  | Jermaine Seoposenwe | 12 de octubre de 1993 (29 años)    |      |       | Monterrey           |
| 13  | DEF  | Bambanani Mbane     | 12 de marzo de 1990 (33 años)      |      |       | Mamelodi Sundowns   |
| 14  | DEF  | Tiisetso Makhubela  | 17 de enero de 1993 (30 años)      |      |       | Mamelodi Sundowns   |
| 15  | MED  | Refiloe Jane        | 4 de agosto de 1992 (30 años)      |      |       | Sassuolo            |
| 16  | POR  | Andile Dlamini      | 2 de septiembre de 1992 (30 años)  |      |       | Mamelodi Sundowns   |
| 17  | DEL  | Melinda Kgadiete    | 21 de julio de 1992 (30 años)      |      |       | Mamelodi Sundowns   |
| 18  | MED  | Sibulele Holweni    | 28 de abril de 2001 (22 años)      |      |       | UWC                 |
| 19  | MED  | Kholosa Biyana      | 6 de septiembre de 1994 (28 años)  |      |       | UWC                 |
| 20  | MED  | Robyn Moodaly       | 16 de junio de 1994 (29 años)      |      |       | JVW FC              |
| 21  | POR  | Kebotseng Moletsane | 3 de marzo de 1995 (28 años)       |      |       | Royal AM            |
| 22  | MED  | Nomvula Kgoale      | 20 de noviembre de 1995 (27 años)  |      |       | TS Galaxy           |
| 23  | DEL  | Wendy Shongwe       | 18 de enero de 2003 (20 años)      |      |       | Pretoria University |

## Historial
Jugadoras actuales en negrita. Actualizado al 2020.

### Jugadoras con más participaciones
| #  | Nombre               | Participaciones | Período   |
| -- | -------------------- | --------------- | --------- |
| 1  | Janine van Wyk       | 170             | 2005–     |
| 2  | Noko Matlou          | 157             | 2006–     |
| 3  | Nompumelelo Nyandeni | 149             | 2004–     |
| 4  | Nothando Vilakazi    | 133             | 2007–     |
| 5  | Portia Modise        | 124             | 2000–2015 |
| 6  | Refiloe Jane         | 116             | 2012–     |
| 7  | Mamello Makhabane    | 109             | 2005–     |
| 8  | Amanda Dlamini       | 105             | 2007–2016 |
| 9  | Leandra Smeda        | 100             | 2012–     |
| 10 | Thokozile Mndaweni   | 89              | 2003–2016 |

### Máximas goleadoras
| # | Nombre        | Goles | Participaciones | Período   |
| - | ------------- | ----- | --------------- | --------- |
| 1 | Portia Modise | 101   | 124             | 2000–2015 |

## Palmarés
| Competición                            | Campeón  | Subcampeón                        | Tercer lugar    |
| -------------------------------------- | -------- | --------------------------------- | --------------- |
| Campeonato Femenino Africano de Fútbol | 1 (2022) | 5 (1995, 2000, 2008, 2012 y 2018) | 2 (2006 y 2010) |